# Дворец культуры (Молодечно)
Дворец культуры г. Молодечно (белор. Палац культуры г. Маладзечна) — государственное учреждение, центр культурно-массовой и просветительской работы. Располагается по адресу пл. Центральная, 4 города Молодечно.

## История
- 1986-1988 годы — проектирование универсального комплекса Дворца культуры (архитектурный проект «Дом культуры в г. Молодечно» — автор Даниленко Владимир Федорович, совместно с Артюхиным А.М. и Ботузовой В.Н.)[1][2].
- 1989 год — началось строительство Дворца культуры. Из-за финансовой недостаточности строительство объекта было временно приостановлено. Как оказалось впоследствии, на многие годы[3].
- Осень 2001 года — работы по строительству Дворца культуры возобновлены[4].
- Август 2002 года — директором назначена Сороко Светлана Григорьевна[5][6].
- 17 октября 2002 года — государственное учреждение было торжественно открыто с участием А.Г. Лукашенко[7].
- Август 2022 года — директором назначена Цегалко Татьяна Валентиновна[8].

## Описание
Площадь прилегающей территории составляет 3525 м². Общая площадь помещений — 10225м².
Здание состоит из клубной и концертно-зрелищной частей. Концертный зал с большим и по-современному оборудованным сценическим комплексом рассчитан на 837 места.
Малый зал, сочетающий в себе зрительный зал (для камерных концертов и выступлений) и конференц-зал (для заседаний, семинаров, кинопоказов), насчитывает 200 мест.
В учреждении располагаются кабинеты для работы многих кружков, студий и творческих объединений, гримерные для артистов, костюмерная для творческих коллективов, а также кафе «Палац» и салон красоты «Орхидея».

### Структура Дворца культуры
- Отдел художественной самодеятельности;
- Отдел традиционного искусства и любительского творчества;
- Отдел культурно-досуговой деятельности;
- Отдел по работе с детьми и молодёжью;
- Отдел культурно-зрелищных мероприятий;
- Отдел по информационной работе;
- Художественно-оформительский отдел;
- Отдел по административно-хозяйственной деятельности;
- Сектор светозвуковидеооборудования;
- Сектор кадровой и правовой работы;
- Бухгалтерия;
- Билетная касса.

## Клубные формирования
На базе Дворца культуры действуют около 30 клубных формирований и творческих коллективов различных направлений. 12 из них получили звание «Заслуженный», «Народный» и «Образцовый».

### Клубные формирования
- Заслуженный любительский коллектив Республики Беларусь ансамбль песни и танца «Спадчына»
- Народный любительский коллектив «Вербачка»
- Народное клубное объединение «Мастер»
- Народное клубное объединение ветеранов войны и труда «Адпачынак»
- Народная студия изобразительного и декоративно-прикладного искусства
- Народный вокальный ансамбль «Менестрели»
- Народный театр «Метаморфозы»
- Образцовая студия бального танца «Каскад»
- Образцовый хореографический ансамбль «ВиЗаВи»
- Образцовый хореографический ансамбль «Солнечные лучики»
- Образцовая эстрадная студия «Жывы гук»
- Образцовая студия эстрадной песни «Спяваем разам»
- Духовно-патриотическое объединение «Светач»
- Молодёжный клуб общения и творчества «Диалог+»
- Студия академического пения «Бельканто»
- Студия испанского танца «Fuego»
- Трио «Фиеста»
- Фотоклуб «PROявление» и др.

## Фестивали и проекты
Во Дворце культуры ежегодно проходит около 400 мероприятий различного масштаба.
В фестивальном движении лидирующее место занимает Национальный фестиваль белорусской песни и поэзии «Маладзечна».
Среди других проектов: фестиваль «Золотой шансон», телепроект «Молодечно приглашает», открытый конкурс юных исполнителей эстрадной песни «Маладзічок», а также фестиваль творческой молодёжи «Арт-Хаус», Молодёжный православный бал «Сретенье», фестиваль молодёжных творческих инициатив «Время жить!» и многие другие.

## Летний Амфитеатр

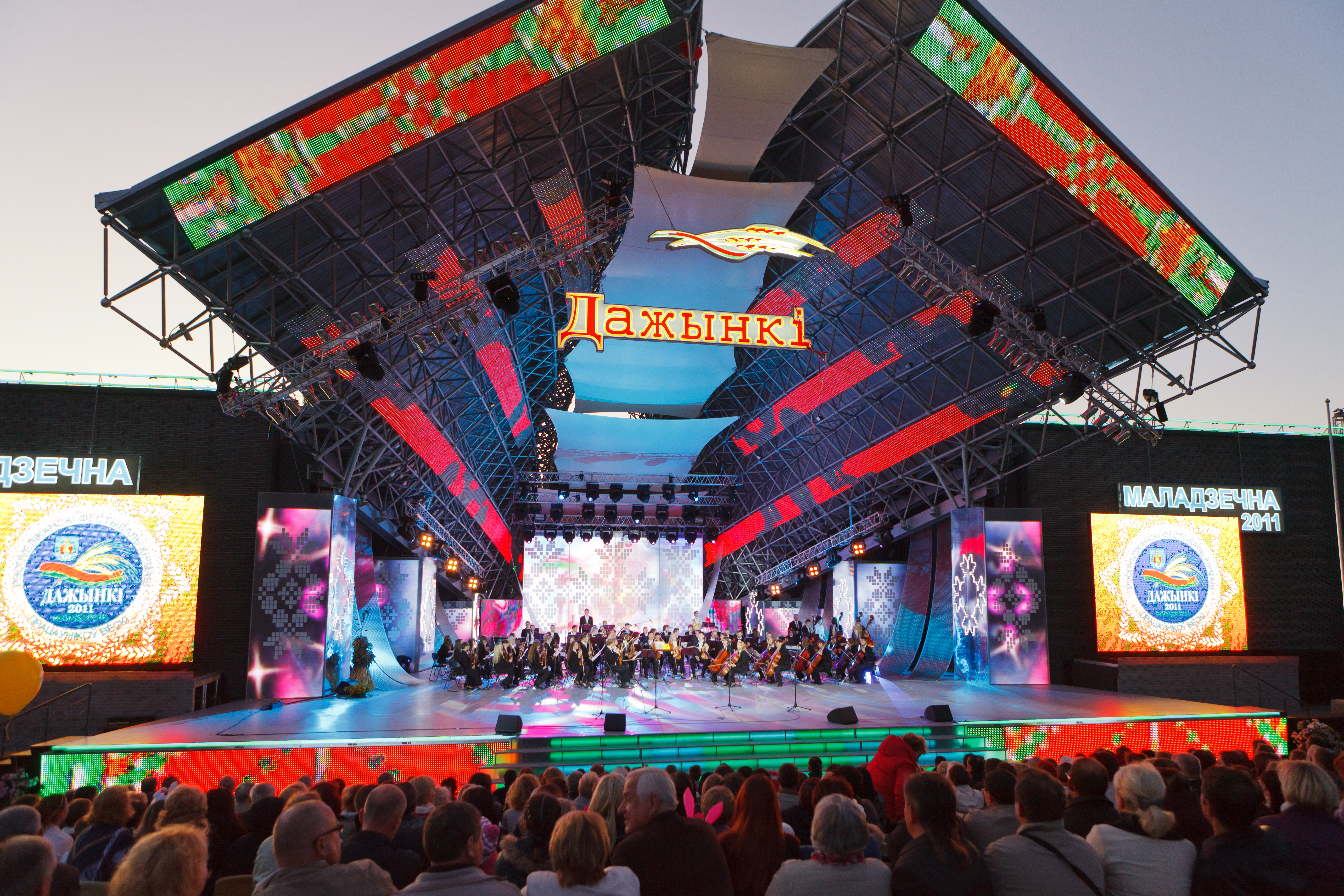
Летний Амфитеатр г. Молодечно. Во время республиканского праздника тружеников села «Дожинки-2011».

Летний Амфитеатр открылся в 2011 году. Площадку по проекту архитектора Валентины Ционской готовили специально к Республиканскому фестивалю-ярмарке тружеников села «Дожинки — 2011».
Зрительный зал вмещает 2606 мест (в том числе VIP-ложу на 32 месте). Здание состоит из костюмерных помещений, гримёрных комнат, помещений с санитарными блоками, технических помещений. Сцена концертного зала — 710,6 м²., общая площадь зрительного зала — 2347,9 м². Амфитеатр оснащен современным комплексом свето-, звуко- и видеооборудованием.

## Дополнительная информация
В 2016 году на главных концертных площадках — концертный зал Дворца культуры и Амфитеатр — прошли основные мероприятия в рамках Республиканской акции «Культурная столица года»..
В 2016 году коллективу государственного учреждения «Дворец культуры г. Молодечно» присуждена специальная премия за значительный вклад в развитие самодеятельного художественного творчества, в том числе организацию деятельности 35 любительских коллективов, проведение свыше 100 мероприятий в рамках Республиканской акции «Культурная столица года». (Указ Президента Республики Беларусь от 31.12.2016 № 517).

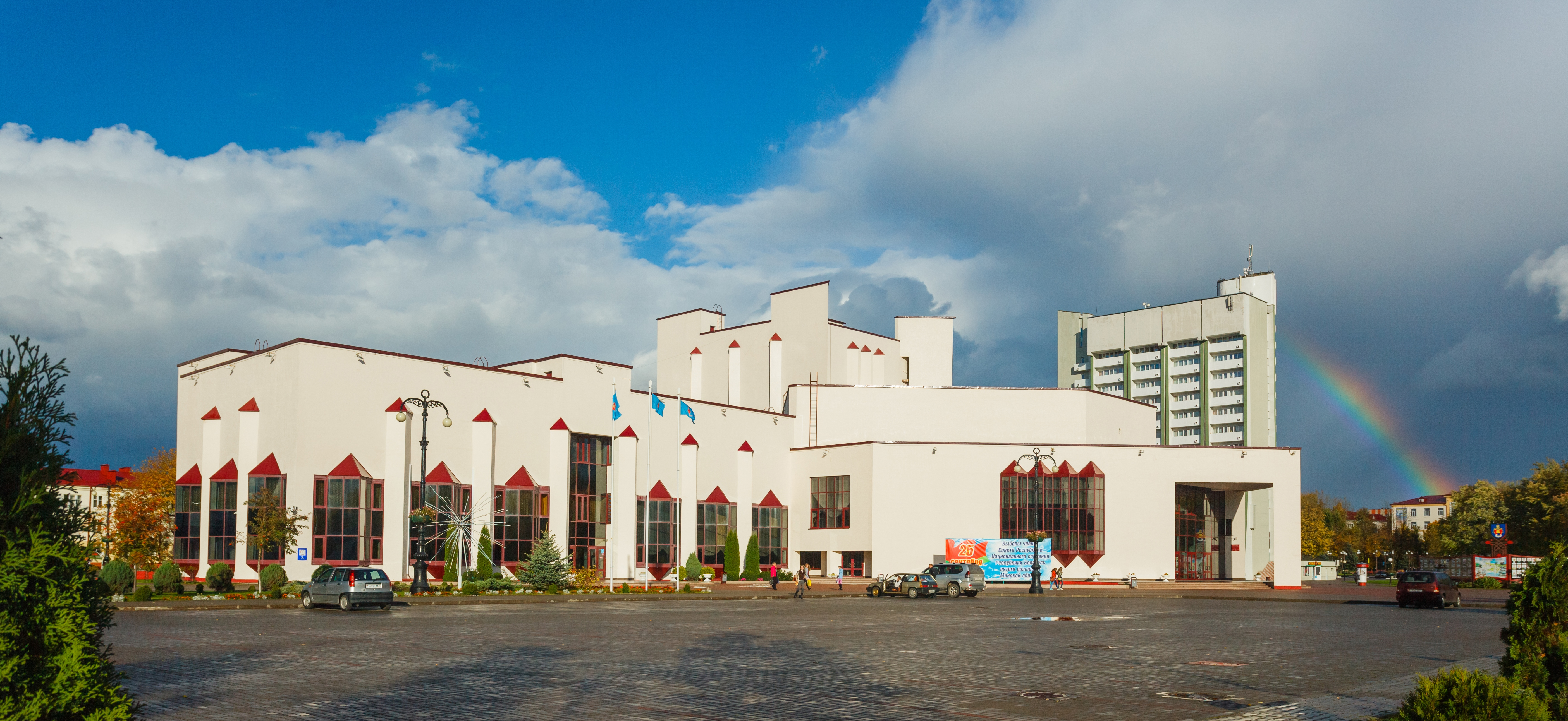
Дворец культуры г. Молодечно. Панорамный вид.

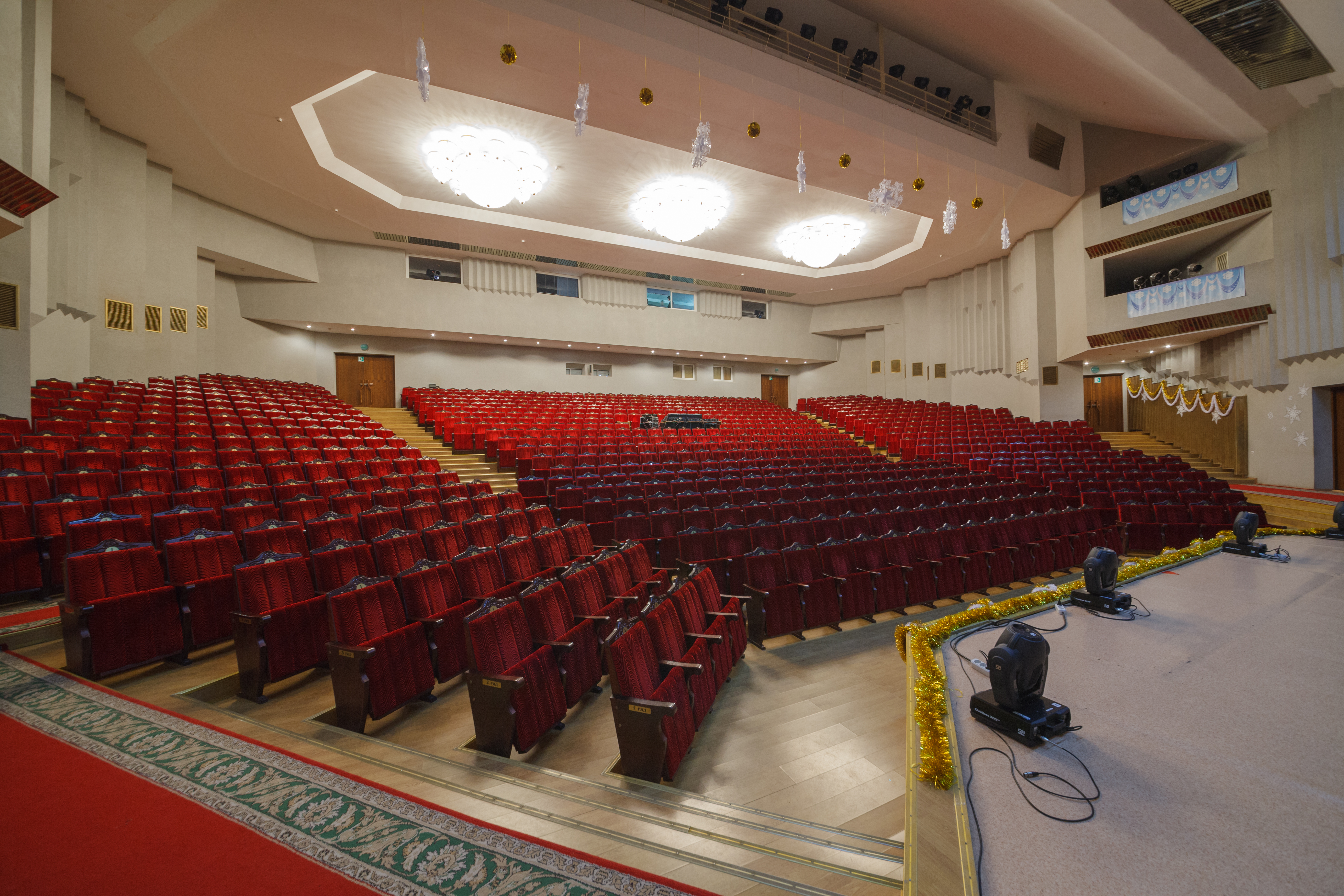
Дворец культуры г. Молодечно. Концертный зал

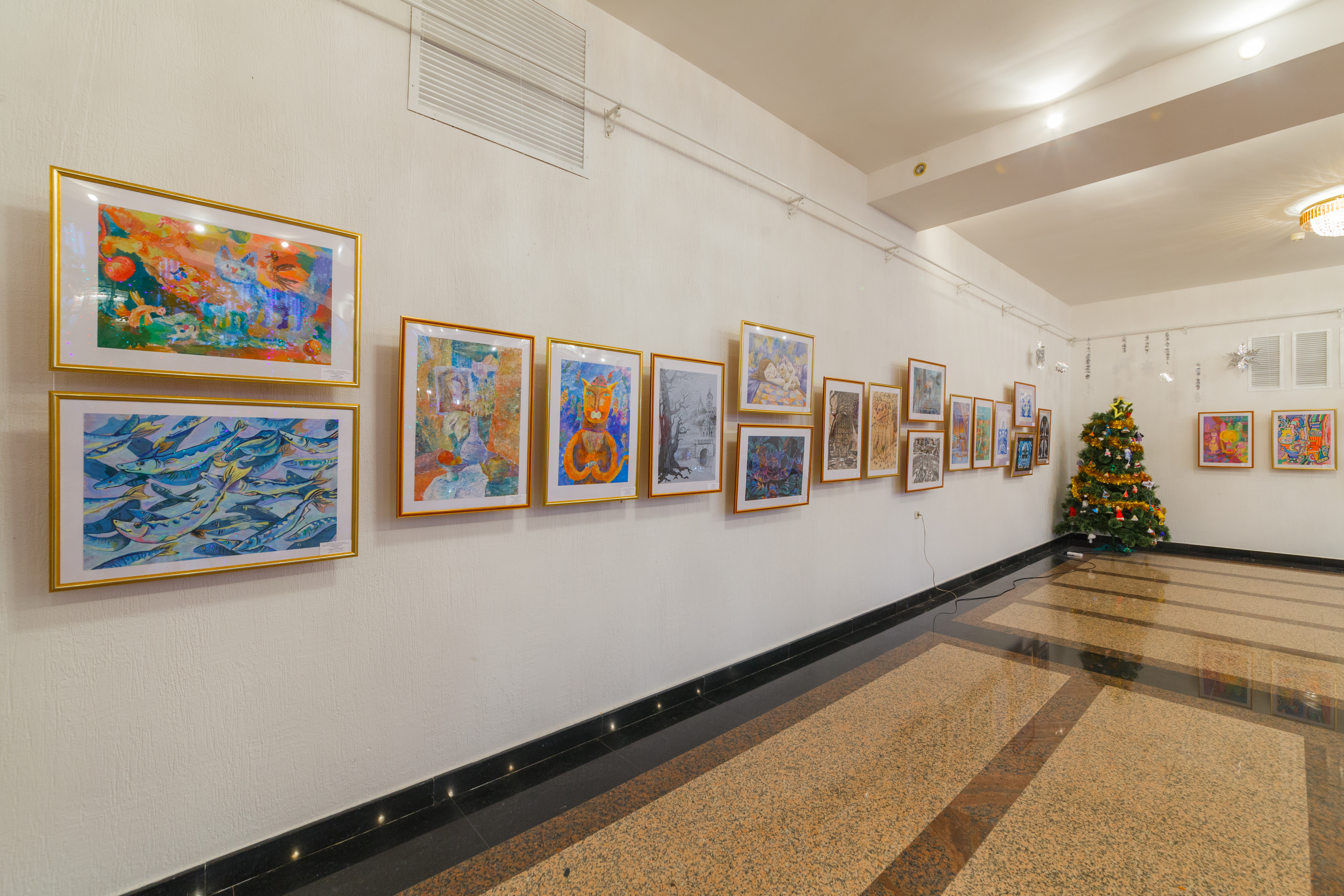
Выставочное фойе Дворца культуры г. Молодечно

## Награды
- Специальная премия Президента Республики Беларусь (31 декабря 2016 года) — за значительный вклад в развитие любительского художественного творчества, организацию и проведение мероприятий в рамках республиканской акции «Культурная столица года»[14].